# Kōnan-ku (Niigata)
Kōnan-ku (江南区?) è uno degli otto quartieri amministrativi della città di Niigata, in Giappone.